# Wyżnica-Kolonia
Wyżnica-Kolonia – kolonia w Polsce położona w województwie lubelskim, w powiecie kraśnickim, w gminie Dzierzkowice.
W latach 1975–1998 miejscowość administracyjnie należała do ówczesnego województwa lubelskiego.
Wieś stanowi sołectwo gminy Dzierzkowice. Według Narodowego Spisu Powszechnego (III 2011 r.) wieś liczyła 460 mieszkańców.
Wierni Kościoła rzymskokatolickiego należą do parafii Wniebowzięcia Najświętszej Maryi Panny w Kraśniku.